# Сульяна
Сульяна (исп. Sullana) — город на северо-западе Перу, столица одноимённой провинции в долине реки Чиры. Население Сульяны составляет 201 тысячу жителей (2015). Город расположен в 38 км к северу от Пьюры, центра региона.

## Климат
В провинции царит субтропический пустынный климат со среднегодовой температурой в районе 20 °C, между 13 °C зимой и 37 °C летом. Из-за орошения долина Чиры вокруг Сульяны очень плодородна и обладает тропической растительностью — кокосовыми пальмами, бананами и рисом. Помимо этого, Сульяна является важным торговым центром, в котором осуществляется торговля выращиваемым в регионе хлопком.

## Население
Город Сульяна испытывает сильный приток населения, однако он не привёл к образованию трущоб, как это произошло в соседней Пьюре. В 1981 году население Сульяны составляло 112 770 человек, в 1993 — 147 361 человек, в 2005 году — 175 078 человек, а в 2015 году — 201 302 человек. Серьёзной проблемой в Сульяне является безработица населения.

## История
Долина Чиры имеет долгую историю в качестве орошённой сельскохозяйственной местности. Задолго до испанского завоевания здесь жили народы тальян, моче, чиму и инка. Именно эта местность была избрана испанцами для основания здесь первого города на тихоокеанском побережье Южной Америки — Сан-Мигель де Тангарара, заложенного 15 июля 1532 года. Став хозяевами местности, испанцы коренным образом изменили сложившиеся здесь веками сельскохозяйственные методы.
Сульяна была основана в конце XVIII века, в 1783 году, епископом Бальтасаром Хайме Мартинесом де Компаньон и Буфандой, получив поначалу название Эль-Принсипе.

## Туризм
Сульяна обладает хорошими транспортными связями с севером, с Пьюрой с южной стороны, с Аябакой на востоке и Ла-Тиной на границе с Эквадором. В первой неделе января город празднует Международный праздник королей (Feria Internacional de los Reyes). В 27 км к северо-востоку от Сульяны расположено водохранилище Поэчос, на котором возможны плавание, рыбалка, водные лыжи и парусный спорт.